# Richard Day
Richard Day (Victoria, 9 maggio 1896 – Hollywood, 23 maggio 1972) è stato uno scenografo statunitense, di origini canadesi, vincitore di sette Premi Oscar.

## Biografia
Day iniziò a lavorare nel 1918 e venne subito notato dal regista Erich von Stroheim, che lo prese immediatamente con sé dando vita a un sodalizio più che decennale. Insieme realizzarono Rapacità (1924), Luna di miele (1928) e molti altri film.
Nel 1930 ottenne la sua prima candidatura all'Oscar per Whoopee e nel 1935 vinse il premio per L'angelo delle tenebre di Sidney Franklin. L'anno dopo fece il bis con Infedeltà di William Wyler e, dopo altre cinque candidature consecutive, nel 1941 ottenne il terzo Oscar con Com'era verde la mia valle. Nel 1942 ne vinse addirittura due, per la miglior scenografia di un film a colori per Follie di New York di Irving Cummings e per la miglior scenografia in un film in bianco e nero per Sono un disertore di Anatole Litvak.
Nel 1952, dopo altre svariate candidature, replicò ancora con Un tram che si chiama Desiderio di Elia Kazan e con lo stesso regista di nuovo nel 1955 per Fronte del porto. Nel 1970 concluse in bellezza la sua lunga carriera con la tredicesima e ultima candidatura per Tora! Tora! Tora! di Richard Fleischer. Morì due anni dopo.

## Filmografia
- Donne viennesi (Merry-Go-Round), regia di Rupert Julian e, non accreditato, Erich von Stroheim - non accreditato (1923)
- Rapacità (Greed), regia di Erich von Stroheim (1924)
- Bright Lights, regia di Robert Z. Leonard (1925)
- La sua segretaria (His Secretary), regia di Hobart Henley (1925)
- Il principe azzurro (Beverly of Graustark), regia di Sidney Franklin (1926)
- Bardelys il magnifico (Bardelys the Magnificent), regia di King Vidor (1926)
- Mister Wu (Mr. Wu), regia di William Nigh (1927)
- Sigari e sigarette, signori (After Midnight), regia di Monta Bell (1927)
- Mia moglie mi tradisce (Tea for Three), regia di Robert Z. Leonard (1927)
- The Enemy, regia di Fred Niblo (1927)
- Amore di re (Forbidden Hours), regia di Harry Beaumont (1928)
- Whoopee (Whoopee!), regia di Thornton Freeland (1930)
- Indiscreet, regia di Leo McCarey (1931)
- Il re dei chiromanti (Palmy Days), regia di A. Edward Sutherland (1931)
- Un popolo muore (Arrowsmith), regia di John Ford (1931)
- Il museo degli scandali (Roman Scandals), regia di Frank Tuttle (1933)
- Segreti (Secrets), regia di Frank Borzage (1933)
- Un'ombra nella nebbia (Bulldog Drummond Strikes Back), regia di Roy Del Ruth (1934)
- L'angelo delle tenebre (The Dark Angel), regia di Sidney Franklin (1935)
- Il cardinale Richelieu (Cardinal Richelieu), regia di Rowland V. Lee (1935)
- Folies Bergère de Paris, regia di Roy Del Ruth (1935)
- Splendore (Splendor), regia di Elliott Nugent (1935)
- Notte di nozze (The Wedding Night), regia di King Vidor (1935)
- Il re dell'Opera (Metropolitan), regia di Richard Boleslawski (1935)
- La calunnia (These Three), regia di William Wyler (1936)
- Infedeltà (Dodsworth), regia di William Wyler (1936)
- La piccola principessa (The Little Princess), regia di Walter Lang e, non accreditato, William A. Seiter - ambientazione (1939)
- Alba di gloria (Young Mr. Lincoln), regia di John Ford (1939)
- Charlie Chan a Reno (Charlie Chan in Reno), regia di Norman Foster (1939)
- Too Busy to Work, regia di Otto Brower - scenografia (1939)
- Charlie Chan e la città al buio (City in Darkness), regia di Herbert I. Leeds (1939)
- The Honeymoon's Over
- Everything Happens at Night
- The Cisco Kid and the Lady
- Il canto del fiume (Swanee River), regia di Sidney Lanfield (1939)
- The Man Who Wouldn't Talk
- I ribelli del porto (Little Old New York), regia di Henry King (1940)
- Il prigioniero (Johnny Apollo), regia di Henry Hathaway (1940)
- Notti argentine (Down Argentine Way), regia di Irving Cummings (1940)
- Tre settimane d'amore (Weekend in Havana), regia di Walter Lang (1941)
- La palude della morte (Swanp Water), regia di Jean Renoir (1941)
- Appuntamento a Miami (Moon over Miami), regia di Walter Lang (1941)
- Michael Shayne e l'enigma della maschera (Dressed to Kill), regia di Eugene Forde (1941)
- Ragazze che sognano (Rings on Her Fingers), regia di Rouben Mamoulian (1942)
- Condannatemi se vi riesce! (Roxie Heart), regia di William A. Wellman (1942)
- Tra le nevi sarò tua (Iceland), regia di H. Bruce Humberstone (1942)
- Il sergente immortale (Immortal Sergeant), regia di John M. Stahl (1943)

## Riconoscimenti
- Premio Oscar

1931 - Candidatura per la migliore scenografia per Whoopee
1932 - Candidatura per la migliore scenografia per Un popolo muore
1935 - Candidatura per la migliore scenografia per Gli amori di Benvenuto Cellini
1936 - Migliore scenografia per L'angelo delle tenebre
1937 - Migliore scenografia per Infedeltà
1938 - Candidatura per la migliore scenografia per Strada sbarrata
1939 - Candidatura per la migliore scenografia per Follie di Hollywood
1941 - Candidatura per la migliore scenografia (bianco e nero) per Il romanzo di Lillian Russell
1941 - Candidatura per la migliore scenografia (colore) per Notti argentine
1942 - Migliore scenografia (bianco e nero) per Com'era verde la mia valle
1942 - Candidatura per la migliore scenografia (colore) per Sangue e arena
1943 - Migliore scenografia (bianco e nero) per Sono un disertore
1943 - Migliore scenografia (colore) per Follie di New York
1947 - Candidatura per la migliore scenografia (bianco e nero) per Il filo del rasoio
1949 - Candidatura per la migliore scenografia (colore) per Giovanna d'Arco
1952 - Migliore scenografia (bianco e nero) per Un tram che si chiama Desiderio
1953 - Candidatura per la migliore scenografia (colore) per Il favoloso Andersen
1955 - Migliore scenografia (bianco e nero) per Fronte del porto
1966 - Candidatura per la migliore scenografia (colore) per La più grande storia mai raccontata
1971 - Candidatura per la migliore scenografia per Tora! Tora! Tora!